# 新実
新 実（あたらし みのる、1954年10月4日 - ）は、日本の殺陣師である。元芸名は新みのる，林邦史朗の弟子。

## プロフィール
出身地
神奈川県
サイズ
身長170cm　体重95kg　Ｂ115cm　Ｗ100cm Ｈ110cm　靴27.0cm
特技
現代劇・時代劇の殺陣全般
乗馬・水泳・他
免許・資格
- 普通自動車免許 自動二輪中型免許
- 殺陣道場総本部師範
- 全日本刀道連盟練士５段
- 国際護身術振興会師範
- 全日本剣道連盟2段
- 庵剣抜刀道３段

趣味
釣り・スキー　他
主な殺陣・武術指導
- 『オトコマエ!』
- 『新宿鮫』
- 『秘太刀 馬の骨』　他多数

若駒に入所。1973年より俳優としてアクションのみならず、殺陣師として活躍中。

## 主な出演作品

### テレビドラマ
大河ドラマ (NHK)
- おんな太閤記（1981年） - 今川義元 役
- 翔ぶが如く（1990年） - 田中謙助 役
- 太平記（1991年、NHK） - 陶山義高 役
- 新・半七捕物帳（1997年）
- 利家とまつ〜加賀百万石物語〜（2002年） - 稲葉又右衛門 役
- 功名が辻（2006年、NHK） - 武田家の武将 役
- 真田丸（2016年、NHK） - 室賀の領民 役

その他
- 腕におぼえあり（1992年、NHK） - 刺客 役
- ふしぎ犬トントン
- 姿三四郎 (テレビドラマ)
- 芙蓉の人〜富士山頂の妻
- 詩城の旅びと
- たのきん全力投球! - 擬斗
- どっちがどっち! - 山田師範代

| スタブアイコン | サブスタブ | この項目は、まだ閲覧者の調べものの参照としては役立たない、俳優（男優・女優）に関連した書きかけの項目です。この項目を加筆・訂正などしてくださる協力者を求めています（P:映画/PJ芸能人）。 |